# Christian Egemar
Christian Egemar (* 6. Mai 1937 in Slagelse, Dänemark; † 2004) war ein norwegischer Filmarchitekt und Szenenbildner.

## Leben
Christian Egemar wuchs in seiner Geburtsstadt Slagelse auf, wo er das Handelsgymnasium besuchte und eine vierjährige Ausbildung als Zeichner und Dekorateur in einem Kaufhaus absolvierte. 1959 zog er nach Norwegen, wo er Arbeit in einer Werbeagentur fand. Ein Jahr später fand er eine Anstellung als Produktionsdesigner beim norwegischen Fernsehrundfunk Norsk rikskringkasting. Bis 1987 war er dort hauptsächlich für die Fernsehreihe Fjernsynsteatret tätig, welche hauptsächlich für die Verfilmung von Theaterstücken verantwortlich war. Parallel dazu war er auch als Szenenbildner für Den Nationale Scene in Bergen angestellt.
Egemar war mit der Schauspielerin Kjersti Germeten verheiratet. Sein Schwager war der Komponist Gunnar Germeten jr.

## Filmografie (Auswahl)
- 1964: Oppbrudd
- 1966: En hyggelig fyr
- 1970: Før sjøforklaringen
- 1971: Samfunnets støtter
- 1973: Et dukkehjem
- 1975: Unnskyld hvis jeg forstyrrer
- 1978: Olsenbanden og Data-Harry sprenger verdensbanken
- 1982: Papirblomster
- 1986: Prometheus i saksen

## Auszeichnungen
- 1988:  Kritikerpreis für Theater